# Pipunculus dimi
Pipunculus dimi är en tvåvingeart som beskrevs av Kuznetzov 1991. Pipunculus dimi ingår i släktet Pipunculus och familjen ögonflugor.
Artens utbredningsområde är Lettland. Arten har ej påträffats i Sverige. Inga underarter finns listade i Catalogue of Life.